# Ashampoo Core Tuner
Ashampoo Core Tuner — условно-бесплатная утилита, которая предоставляет пользователям мощный и простой в использовании инструмент для оптимизации многоядерных и многопроцессорных систем под управлением операционной системы Windows, чтобы достичь полной мощности и производительности от процессора. Программа была создана германской частной компанией Ashampoo.

## Описание
Ashampoo Core Tuner является очень простой в использовании и предоставляет пользователям, которые слабо разбираются в тонкостях настройки довериться программе на её автоматическую проверку, а для более опытных, ручную настройку действий для оптимизации.
Кроме оптимизации ЦПУ, пользователям предлагаются услуги по отладке отдельных процессов, просматривать производительность каждого ядра процессора или повысить общую производительность системы, используя для этих целей встроенные инструменты в утилиту.
Утилита не является кроссплатформенным программным обеспечением и работает только на компьютерах под управлением операционной системы Microsoft Windows.

## Возможности
- Возможность отсеивания системных или пользовательских процессов для удобчаемости просмотра списка.
- Оптимизация всех запущенных процессов одним кликом мыши.
- Предоставляет удобный менеджер управления автозапуска программ.
- Импорт и экспорт профилей.
- Отображение спидометра и масштаба для каждого ядра.
- Многоязычная поддержка.

## Критика
Тестирование, проведённое сайтом 3DNews, показало, что Ashampoo Core Tuner не увеличивает производительность компьютера, а в некоторых случаях она заметно падает.